# Steel Wheels
Steel Wheels ist das 19. Studioalbum der britischen Rockband The Rolling Stones. Es erschien im August 1989 bei Rolling Stones Records.

## Entstehung und Veröffentlichung
Die Erstveröffentlichung von Steel Wheels erfolgte am 29. August 1989 beim eigenen Musiklabel, der Vertrieb erfolgte durch CBS Records. Das Album erschien in seiner Originalausführung als CD (Katalognummer: 465752-2) und LP (Katalognummer: 4657521) mit zwölf Titeln.
Alle Lieder wurden gemeinsam von den beiden Rolling-Stones-Mitgliedern Mick Jagger und Keith Richards geschrieben sowie produziert. Den Titel Almost Hear You Sigh schrieben sie zusammen mit Steve Jordan. Die Produktion tätigten sie unter dem Pseudonym The Glimmer Twins, mit der Unterstützung von Chris Kimsey. Aufgenommen wurde es in den AIR-Studios in Montserrat (Juni 1989), den Olympic Studios in London und der Hit Factory in New York City (beide Juli 1989). Es war das erste Album der Stones, das digital aufgenommen und abgemischt wurde. Das Coverdesign stammt von Karl Hyde und Rick Smith.
Steel Wheels markierte die Wiedervereinigung der Band nach den Querelen in den 1980ern. Zugleich ist es das letzte Album der Band mit dem langjährigen Bassisten Bill Wyman.

## Inhalt und Stil
Das Album beginnt mit einem der typischen Stones-Rocker (Sad Sad Sad) und endet mit der von Keith Richards gesungenen Ballade Slipping Away. Beim von afrikanischen Klängen geprägten Stück Continental Drift sind die Master Musicians of Jajouka aus Marokko zu hören, mit denen Brian Jones 1969 schon zusammengearbeitet hatte. Weitere Gastmusiker auf dem Album waren Chuck Leavell (Klavier, Orgel), Luis Jardin (Perkussion), Matt Clifford (Keyboards), Phil Beer (Geige, Mandoline), The Kick Horns; Bernard Fowler, Sara Dash und Lisa Fischer (Backgroundgesang) und die Gruppe Farafina aus Burkina Faso.

## Titelliste
1. Sad Sad Sad – 3:44
2. Mixed Emotions – 4:40
3. Terrifying – 4:57
4. Hold On to Your Hat – 3:35
5. Hearts for Sale – 4:40
6. Blinded by Love – 4:45
7. Rock and a Hard Place – 5:20
8. Can’t Be Seen – 4:05
9. Almost Hear You Sigh – 4:25
10. Continental Drift – 5:14
11. Break the Spell – 3:40
12. Slipping Away – 4:30

## Singleauskopplungen
| Jahr | Titel                 | Höchstplatzierung, Gesamtwochen/‑monate, AuszeichnungChartplatzierungen (Jahr, Titel, , Platzierungen, Wochen/Monate, Auszeichnungen, Anmerkungen) | Höchstplatzierung, Gesamtwochen/‑monate, AuszeichnungChartplatzierungen (Jahr, Titel, , Platzierungen, Wochen/Monate, Auszeichnungen, Anmerkungen) | Höchstplatzierung, Gesamtwochen/‑monate, AuszeichnungChartplatzierungen (Jahr, Titel, , Platzierungen, Wochen/Monate, Auszeichnungen, Anmerkungen) | Höchstplatzierung, Gesamtwochen/‑monate, AuszeichnungChartplatzierungen (Jahr, Titel, , Platzierungen, Wochen/Monate, Auszeichnungen, Anmerkungen) | Höchstplatzierung, Gesamtwochen/‑monate, AuszeichnungChartplatzierungen (Jahr, Titel, , Platzierungen, Wochen/Monate, Auszeichnungen, Anmerkungen) | Anmerkungen                            |
| Jahr | Titel                 | DE | AT | CH | UK | US | Anmerkungen                            |
| ---- | --------------------- | --- | --- | --- | --- | --- | -------------------------------------- |
| 1989 | Mixed Emotions        | DE20 (12 Wo.)DE | AT17 (1 Mt.)AT | CH24 (2 Wo.)CH | UK36 (5 Wo.)UK | US5 (12 Wo.)US | Erstveröffentlichung: 17. August 1989  |
| 1989 | Rock and a Hard Place | — | — | — | UK63 (3 Wo.)UK | US23 (14 Wo.)US | Erstveröffentlichung: Oktober 1989     |
| 1990 | Almost Hear You Sigh  | DE58 (10 Wo.)DE | — | — | UK31 (5 Wo.)UK | US50 (9 Wo.)US | Erstveröffentlichung: 31. Januar 1990  |
| 1990 | Terrifying            | — | — | — | UK82 (2 Wo.)UK | — | Erstveröffentlichung: 26. Februar 1990 |

## Tournee
Nach der Veröffentlichung von Steel Wheels gingen die Stones das erste Mal seit 1982 wieder auf Tour. Die Steel Wheels-Tour führte sie von August bis Dezember 1989 durch die USA und Kanada (im Vorprogramm spielte unter anderem die Band Guns n’ Roses). Erstmals in ihrer Geschichte trat die Band auch in Japan auf. Alle 10 Konzerte (14. bis 27. Januar 1990) fanden im Karakuen Stadium (Tokio Dome) in Tokio statt.
Fortgesetzt wurde die Tournee ab Mai 1990 auf der Urban Jungle Tour durch Europa. Da die Steel-Wheels-Bühne für die europäischen Stadien zu groß war, wurde eine komplett neue Bühne konstruiert und auch das Konzertprogramm wurde leicht verändert und gekürzt. Innerhalb von drei Monaten spielten die Stones unter anderem in Rotterdam (Auftakt), München, Barcelona, Paris, London, Prag und erstmals auch in Ost-Berlin (zu ermäßigten Preisen).
Die Welttournee war die bis zu diesem Zeitpunkt erfolgreichste und umsatzstärkste, die je eine Rock-Band absolviert hatte. Sowohl in Nordamerika als auch in Japan und Europa waren viele der Konzerte innerhalb von Stunden ausverkauft.

## Kommerzieller Erfolg

### Chartplatzierungen
Das Album avancierte zum Nummer-eins-Erfolg in Österreich und Norwegen.
| ChartsChartplatzierungen       | Höchstplatzierung | Wochen/ Monate |
| ------------------------------ | ----------------- | -------------- |
| Deutschland (GfK)              | 2 (18 Wo.)        | 18 Wo.         |
| Österreich (Ö3)                | 1 (2 Mt.)         | 2 Mt.          |
| Schweiz (IFPI)                 | 2 (12 Wo.)        | 12 Wo.         |
| Vereinigte Staaten (Billboard) | 3 (36 Wo.)        | 36 Wo.         |
| Vereinigtes Königreich (OCC)   | 2 (18 Wo.)        | 18 Wo.         |

| ChartsJahrescharts (1989) | Platzierung |
| ------------------------- | ----------- |
| Deutschland (GfK)         | 63          |

### Auszeichnungen für Musikverkäufe
| Land/Region                  | Auszeichnungen für Musikverkäufe (Land/Region, Auszeichnung, Verkäufe) | Verkäufe  |
| ---------------------------- | ---------------------------------------------------------------------- | --------- |
| Australien (ARIA)            | Gold                                                                   | 35.000    |
| Deutschland (BVMI)           | Gold                                                                   | 250.000   |
| Finnland (IFPI)              | Gold                                                                   | 25.227    |
| Frankreich (SNEP)            | 2× Gold                                                                | 200.000   |
| Japan (RIAJ)                 | Gold                                                                   | 167.000   |
| Kanada (MC)                  | 3× Platin                                                              | 300.000   |
| Neuseeland (RMNZ)            | Gold                                                                   | 10.000    |
| Niederlande (NVPI)           | Gold                                                                   | 50.000    |
| Österreich (IFPI)            | Gold                                                                   | 25.000    |
| Schweden (IFPI)              | Gold                                                                   | 50.000    |
| Schweiz (IFPI)               | Gold                                                                   | 25.000    |
| Spanien (Promusicae)         | Gold                                                                   | 50.000    |
| Vereinigte Staaten (RIAA)    | 2× Platin                                                              | 2.000.000 |
| Vereinigtes Königreich (BPI) | Gold                                                                   | 100.000   |
| Insgesamt                    | 13× Gold · 5× Platin ·                                                 | 3.287.227 |

Hauptartikel: The Rolling Stones/Auszeichnungen für Musikverkäufe